# Juw Dekama

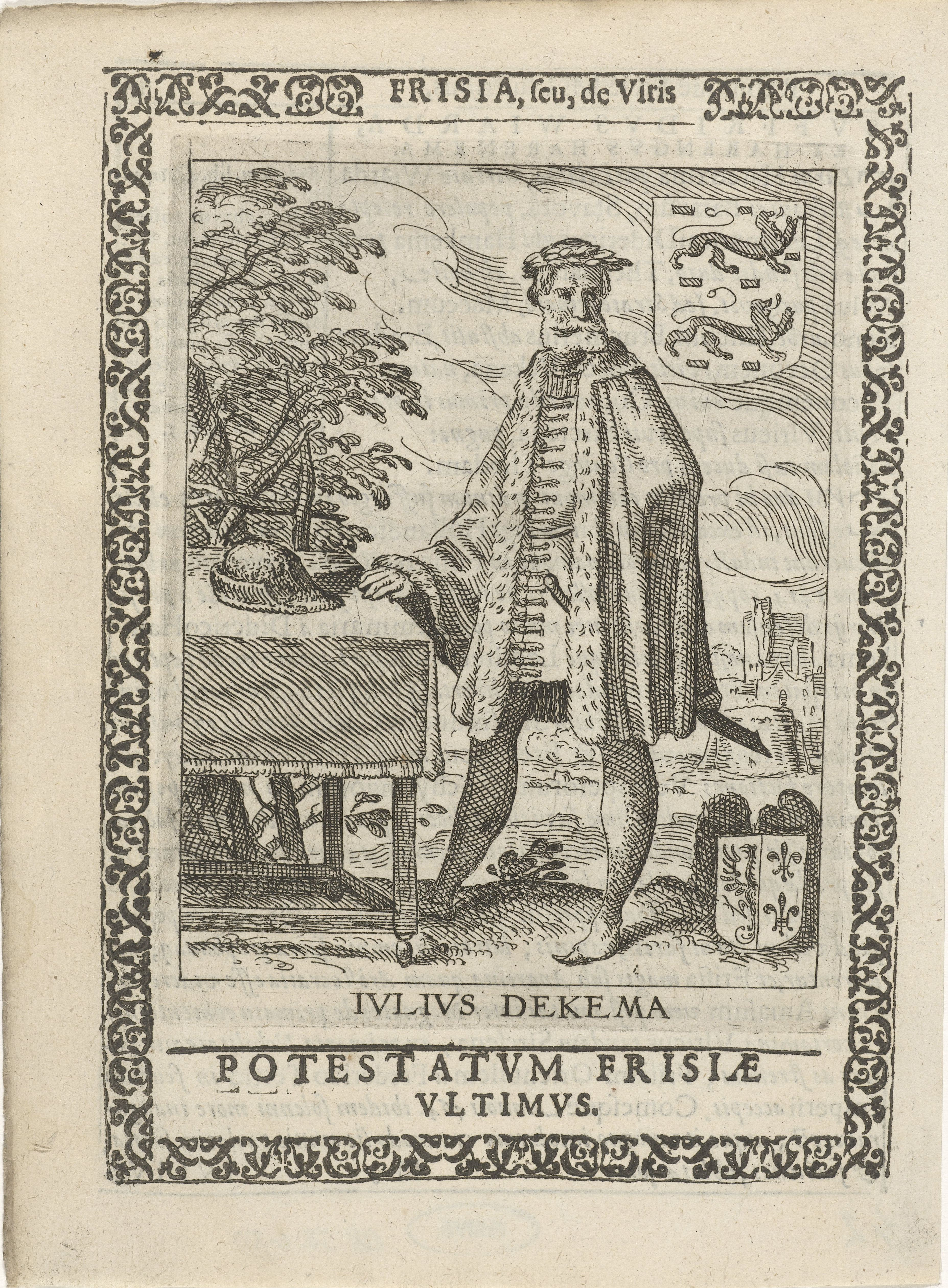
Juw Dekama door Pieter Feddes van Harlingen.

Juw Dekama (1449 of 1450 - 24 oktober 1523) was een Friese hoofdeling uit Baard. Op 3 januari 1494 werd hij in Sneek tot potestaat gekozen, maar alleen door de Schieringers erkend. In 1498 vroeg hij Albrecht van Saksen het land te leiden, nadat hij geen controle meer kon uitoefenen over het door de twisten tussen Schieringers en Vetkopers verscheurde land. Juw diende tussen 1500 en 1515 als raadsman aan het Hof van Friesland en was tussen 1510 en 1512 grietman van Baarderadeel.